# Svartfigurig keramik

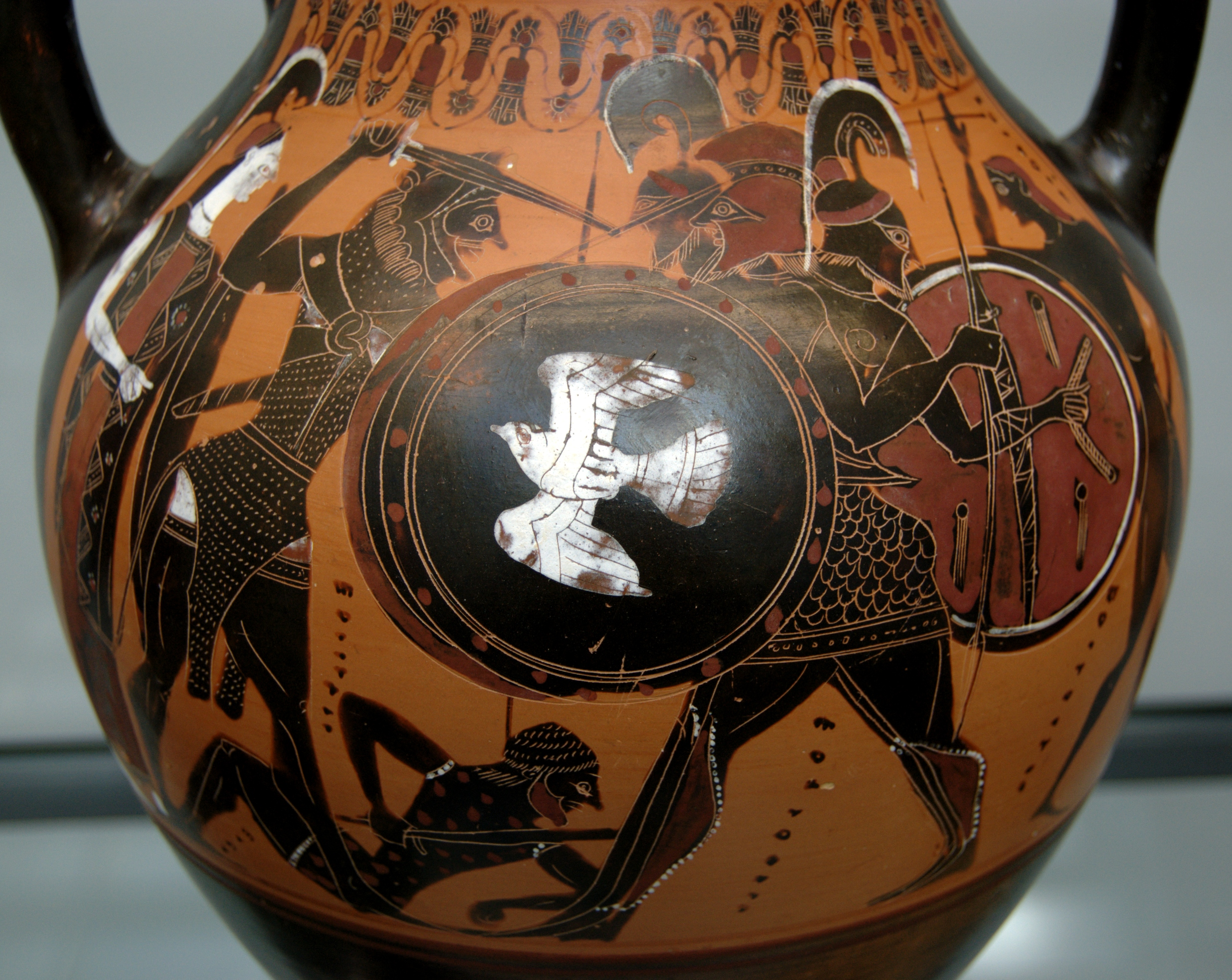
Herakles och Geryon på en amfora från omkring 540 f.Kr.

Svartfigurig keramik kallas en stil inom grekisk keramik och vasmåleri. Figurerna målades i svart på röd botten. Den här metoden användes i det antika Grekland från slutet av 600-talet till slutet av 500-talet f.Kr.